# CSC Enterprise Corp.
CSC Enterprise Corp. (or CSC Enterprise) es una empresa familiar fabricadora de sofás de lujo y proveedor de muebles, con sede en Los Ángeles, California, Estados Unidos. La empresa fue fundada en 1988 y su fábrica está situada en la Ciudad Industrial en California. La empresa vende principalmente a través de mayoristas locales. Todos los muebles de la empresa son productos artesanales producidos en California.

## Historia
CSC Enterprise Corp. comenzó como un fabricador de muebles de mimbre y ratán en 1988. Desde entonces se convirtió en fabricante de muebles tapizados de lujo, produciendo muebles de lujo diseñado por el dinamismo de vida y visiones de los clientes de la América del Norte. La empresa ha participado activamente en ferias como la de "Las Vegas Furniture Market at World Market Center," en Las Vegas.

## Sostenibilidad
La empresa es actualmente un miembro del Consejo Mobiliario Sostenible (Sustainable Furnishings Council, SFC). La empresa se ha comprometido a iniciar prácticas sostenibles en la industria de muebles para el hogar y la sensibilización de los consumidores y compradores.